# Баністерит
Баністерит — мінерал, названий на честь мінералога та рентгенівського кристалографа доктора Фредеріка Аллена Банністера (1901—1970). Це кальцієво-домінуючий член групи ганофіліту, і раніше й був ідентифікований як ганофіліт у 1936 році, але в іншому він структурно пов'язаний із групою стильпномелану. Затверджений IMA в 1967 році.

## Властивості
Баністерит утворює пласкі пластинчасті агрегати. Має плавні спайності без ліній. Це плеохроїчний мінерал. Залежно від того, за якою віссю досліджується мінерал, він змінює колір. Вздовж осі х мінерал виглядає безбарвним, до блідо-жовтого кольору.
Звичайні домішки включають цинк і натрій. Зустрічається в сірчано-цинкових родовищах, а також у силікатно-карбонатних родовищах цинку.
Асоціюється з кварцом, баритом, флюоритом, родонітом, сфалеритом, галенітом, кальцитом, групою апофіліту та надгрупою амфіболу. Він не має люмінесцентних властивостей ні під довго-, ні під короткохвильовим ультрафіолетовим світлом.
Типова місцевість — копальня «Беналт» в Уельсі, Великобританія, і копальня «Франклін», Нью-Джерсі, Сполучені Штати.
В основному мінерал складається з кисню (44,64 %), кремнію (21,43 %) і марганцю (17,95 %), також містить залізо (5,23 %), цинк (3,68 %), алюміній (2,17 %), магній (1,89 %), водень (1,09 %), кальцій (0,97 %), калій (0,84 %) і натрій (0,12 %).
Утворює тонкі пластинчасті та призматичні кристали. Має ледь помітну радіоактивність через вміст калію.